# CSI: 과학수사대

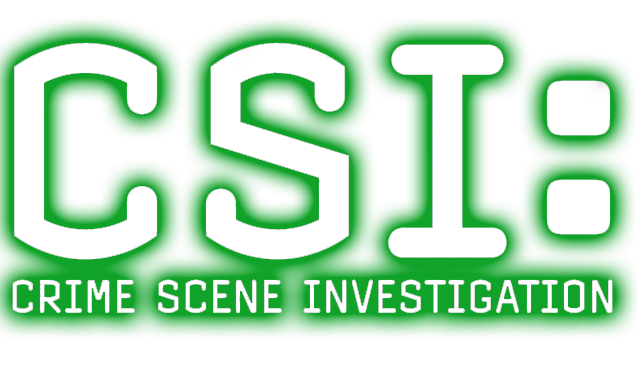

《CSI: 과학수사대》(CSI: Crime Scene Investigation)는 미국 CBS에서 방영되고 있는 과학수사 관련 텔레비전 드라마로 제리 브룩하이머가 제작하고, 2000년 10월 6일부터 2015년 9월 27일까지 방영되었다. 본 시리즈는 라스베이거스를 무대로 하고 있으며 스핀오프 시리즈로는 CSI: 마이애미와 CSI: 뉴욕, CSI: 사이버가 있다.

## 제작
- 제리 브룩하이머 (Jerome Bruckheimer)

## 등장인물
- 더 자세한 사항은 List of CSI: Crime Scene Investigation characters 문서를 참고하시오.

### 주요 인물
- 윌리엄 피터슨 (William Petersen, 시즌 9 10화까지 출연) - 길 그리섬[Gilbert Grissom], 3급 감식수사관. 라스베이거스 범죄수사국장. 감식곤충학 전문으로 시체에 붙어있는 파리에서도 단서를 찾아낸다. 항상 침착하면서도 객관적인 수사를 펼치며, 과학적인 실험을 통하여 수집한 객관적 증거를 선호한다. 시즌 3에서 청력을 잃을 위험에 처하지만 수술에 성공하면서 업무에 복귀한다. 그러나 이후에도 완벽하게 회복이 되지 않고 다시 악화가 진행이 되기 시작하자 자신의 후임으로 레이먼드 랭스턴을 소개하면서 CSI을 은퇴했다. 성우 박일씨가 더빙.

- 로렌스 피시번 (Laurence Fishburne, 시즌 11 22화까지 출연) - 레이먼드 랭스턴[Raymond Langston]. 전직 외과의사이자 교수. 별칭 레이. 2급 감식수사관. 법의학자. 범죄심리학 전문이다. 길 그리섬의 특별한 인연으로 CSI팀에 합류하게 되었고, 길 그리섬의 후임이지만 새 반장이 아니라 1급 신입 수사관으로 합류하여 현재는 2급 수사관으로 승급했다. 대한민국 서울출생에 아버지는 주한 미군출신이고 어머니는 한국인이다. 그가 CSI 라스베이거스팀에 합류하게 된 사정은 독특하다. 대학교에서 범죄심리학을 가르치던 랭스턴 박사에게 길 그리섬은 뛰어난 심리분석능력을 발견한다. 과학적인 증거만으로는 사건이 완전하게 해결되지 않는다는 걸 느낀 그리섬 반장과 합류한 랭스턴 박사는 자신만의 독특한 경험과 방식을 살려서 새로운 시각에서 사건 해결을 돕는다. 이후 마이애미의 호라시오 반장과 뉴욕의 맥 타일러 반장과 합동수사를 하였다. 여성들을 유혹하여 살해한 수감자 네이켈로부터 공격을 당해서 신장 하나를 기증받은 신장장애인이다. 우리말 더빙은 성우 김기현 씨가 맡아서 함.

- 테드 댄슨 (Ted Danson, 시즌 12부터 출연) - D.B.러셀[D.B. Russell]. 3급 감식수사관. 지금은 물러난 랭스턴의 후임으로 온 인물로 예전에는 워싱턴에서 수사관으로 있었으며 현재는 라스베가스 야간 수사팀의 주임으로 있다. 한편 캐서린이 좌천되었음에도 실질적인 주임 역할을 맡김으로서 좋은 상사가 되려고 하였으며, 다른 수사관들과 친밀하게 지내려고 노력하고 있다. 가족 관계로는 아내와 딸과 손녀는 시카고에 살고 있으며, 아들은 라스베가스에서 대학교를 다니고 있다.

- 조지 이즈 (George Eads, 시즌 15까지 출연) - 닉 스톡스[Nicholas Stokes], 3급 감식수사관. 형사학을 전공하였고, 섬유조직 분석을 전문분야로 한다. 워릭과 경쟁을 좋아하고, 과학적인 논리 싸움을 즐긴다. 닉은 워릭이 타락한 경찰에게 죽임을 당해 순직하고 그리섬이 떠난후 캐서린이 반장이 되자, 보좌관으로 승진하여 더욱 많은 활약을 기대하게 하고있다. 겉보기와는 달리 심약하고 감수성이 풍부한데, 그런 성격으로 인해 눈물을 자주 보이기도 한다. 이런 성격으로 종종 길 그리섬에게 많이 의지를 하는 모습을 보여준다.

- 조자 폭스 (Jorja Fox) - 새라 사이들[Sara Sidle], 3급 감식수사관. 물리학 전공, 소재 및 성분 분석 전문. 예리하고 냉철하며, 직선적인 성격을 지녔다. 때로, 피해자에 대해서 인간적인 감정을 품어 객관적인 입장을 고집하는 그리섬 반장과 충돌하기도 하였다. 이후에 그리섬과 결혼하고 프랑스로 떠나나 이후에 팀에 복귀한다. 랭스턴 박사가 마음의 고통을 받을 때마다 이야기를 들어주는 멘토. 시즌 13 - 15화를 기준으로 길 그리섬과 이혼하였다.

- 에릭 즈만다 (Eric Szmanda) - 그레고리 샌더스[Gregory Sanders], 실험실 테크니션 (시즌 5부터 1급 감식수사관) 1975년 5월 7일 태생. 전문분야는 유전자 감식. CSI 인물 중 가장 개성이 강한 인물로 7살때 아마추어용 화학실험 세트를 손에 넣은 뒤 과학자가 되기로 결심하였다. 늘 실험실 분석작업에 묶여있으면서도,운동과 연애, 컴퓨터 게임을 동시에 병행하는 신세대다. 독특한 헤어스타일이나 옷차림 즐겨하고 음악을 크게 틀어놓고 춤을 추는 등 일 자체를 즐긴다. 테크니션 중 가장 어리지만 명석한 두뇌로 CSI팀의 신뢰를 받고 있다. 탐구열이 강해 특별한 의뢰가 없어도 사건 해결을 위해 여러 정보를 제공하기도 한다.

- 엘리자베스 하노이스 (Elisabeth Harnois) - 모건 브로디[Morgan Brody], 2급 감식수사관. 시즌 11부터 등장했다. 시즌 11에서는 로스 엔젤로스 CSI 소속이였지만 시즌 12에서는 라스 베이거스 CSI으로 옮겼다. 예전 콘라드 에클리의 딸로 지금은 새아버지의 성을 사용하고 있다.

- 폴 길포일 (Paul Guilfoyle, 시즌 14까지 출연) - 짐 브래스[Capt. James Brass], 형사과 경감. 그리섬이 CSI를 맡기전 책임자로서 지내나 이후 신입요원의 사망으로 형사과로 돌아가 다시 강력계 형사로 돌아갔다. 이런 관계로 그리섬과 종종 마찰을 빚기도 하지만 노련한 심문방식으로 사건 해결에서 없어서는 안 되는 존재로 길 그리섬의 후임자인 레이 랭스턴 박사와 친밀한 관계를 만들어 나가고 있다. 양녀로 엘리를 키우고 있다.

- 로버트 데이비드 홀 (Robert David Hall) - 로빈스 박사[Dr. Albert Robins], 과학수사대의 검시의. 어릴때부터 간호사였던 그의 홀어머니로부터 영향을 많이 받았다. 조용하고 사려깊은 아이였던 그는 독서를 통해 의학의 매력과 자신의 재능을 발견하면서 자신감을 얻기 시작했다. 수년간의 독학과 사설병원, HMO에서 일했던 경험을 통해 검시관이 되었다. 업무외에도 다양한 관심사를 가지고 있는 가정적인 남자인 그는 조용한 의료 검시관 사무실에서 홀로 일해야 최고의 성과를 얻을 수 있다고 생각한다. 차 사고로 다리를 잃어 의족을 하고 있으며, 14살 막내아들로 있지만 그의 사생활을 대해서는 거의 알려진 바가 없다.

- 마크 밴 (Marc Vann) - 콘라드 에클리[Conrad Ecklie], 강한 상승 지향의 소유자로, 가치가 다른 그리섬과 상반되는 인물. 한때는 심복이나 다름 없었던 소피아 커디스를 강등시키고 야간 조를 임의로 나누는 등 편파적인 연구소 운영을 하여 그리섬 반장 일행과 마찰을 빚기도 했지만 스토크 수사관의 납치 사건을 계기로 주간 야간 합동 수사 팀을 운영하여 수사 능력보다는 조직 운영 능력이 뛰어난 것을 입증했다. 시즌 6의 6화에서 피고 측 변호인이 곤충학자인 것을 감안하여 그리섬 반장을 회유한 적이 있다. 아내하고는 이혼하였으며, 딸인 모건 브로디가 있다. 시즌 13 - 16화에서는 국장으로 승격된다.

- 마그 헬겐버거 (Marg Helgenberger) - 캐서린 윌로우스[Catherine Willows], 3급 감식수사관. 의료기술을 전공하였고, 혈흔 분석 전문이다. 전직 스트립댄서로 활동을 하였고, 남편과 사별하고 딸을 홀로 키운다. 사건 해결에 그치지 않고, 사건이 발생한 이유에 대해서 끊임없이 탐구한다. 길 그리섬이 떠난후 후임 반장이 되지만, 길 그리섬에 비해 존재감은 많이 작다. 부친은 도박장 사장이었다. 시즌 12 9화 기준으로 FBI 요원에게 FBI 스카우트를 받게 되어 CSI을 떠나게 되었다.

- 게리 도던 (Gary Dourdan, 시즌 9까지 출연) - 워릭 브라운[Warrick Brown], 3급 감식수사관. (8시즌17화에총격 9 초반에서 순직하였다.) 화학전공, 전문 감시분야는 시청각자료 분석. 한때 도박판에 빠져서 해고당할 뻔한다. 그러나 길 그리섬 덕분에 위기를 모면한다. 그 후 그의 수사방식을 철저하게 따른다. 시즌 9에서 고위경찰의 비리를 수사하다 순직을 하였으며 가해자는 검거된다. 검거직전 가해자와 만난 닉은 친구인 워릭을 멍청이라고 험담하는 가해자를 증오하여 홧김에 총을 쏘지만 빗나간다. 사건이 해결되어 장례가 치러지는데, 워릭을 그리워하는 동료들의 고통으로 장례식장은 눈물바다가 되었다.

### 주변 인물
- 루이스 롬바드 (Louise Lombard) - 소피아 커티스[Sofia Curtis], 시즌 5 초반에 등장해 시즌 8의 첫 화에 퇴장한 인물. 오후부 리더 격이라 국장으로 승진할 가능성이 높은 인물이었지만 내부 조사 시 공정한 평가를 위한다는 명분으로 에클리 국장 대리보다는 길 반장에게 유리한 평가 결과를 내놓아 야간 조로 전직된다. 그 후, 적응하지 못하고 좌천되었다는 의식을 느껴 실험실 근무로 전향했다 형사과로 이직한다. 형사인 어머니의 영향을 받았으며 시즌 7에서 협력 인물로 부각되었다.

- 리브 슈라이버 (Liev Schreiber) - 마이클 케플러[Michael Keppler], 그리섬 반장을 대신해 캐서린 부반장을 도운 인물로 범인 체포를 위해서 파격적인 수사 방식을 채용한다. 그로 인해 멤버들과 신뢰감에 거리감이 있었으며 캐서린을 지키기 위해 범인이 쏜 총에 맞아 사망하였다. 그리고 그와 함께한 캐서린은 그를 떠나보낸 후 아쉬워했다.

- 로렌 리 스미스 (Lauren Lee Smith) - 라일리 아담스[Lirey Adams], 순직한 워릭을 대신해 시즌 9 3화부터 수사관으로 등장했으나 알 수 없는 이유로 인해 시즌 10의 첫 화에서 퇴장한 인물이다. 부모가 정신과 의사이며 퇴직자 면담에서 캐서린의 지도력과 팀의 결속력에 대해 부정적 의견을 피력했다.

- 멜린다 클라크 (Melinda Clarke) - 레이디 헤더[Lady Heather], 본명은 헤더 캐슬러로 탁월한 지성의 소유자. 시간이 지나며 사건을 통해 부정기적으로 재회함으로써 그리섬 반장과는 친구 관계가 형성되었다. 최근에는 그리섬에게 연애 상담을 하였으며 SM클럽 운영을 접고 현재는 심리 석사를 취득해 심리치료사로 활동 중이다.

## 드라마와 실제 CSI의 차이
- 드라마에서는 CSI 과학수사대원들이 용의자를 심문하지만, 현실 속의 수사대원들은 용의자 심문을 하지 않는다.
  - 수사 대원들이 하는 일은 용의자심문이 아니라 증거자료 수집으로 범죄수사를 하는 것이다.
- 드라마에서는 화려한 조사도구들이 나오지만 소품일 뿐, 드라마속의 조사도구를 갖고 있지는 않다.
- 드라마에서는 요원들이 수사관으로 나오는데, 실제 수사대원들도 경찰신분을 갖고 있다.
- 드라마에서는 수사관들은 총을 휴대하지만, 실제 존재하는 수사관들은 총을 휴대하지 못한다.

## CSI: Crime Scene Investigation 방송일 (미국기준)
- CSI: Crime Scene Investigation season 1 2000/10/06
- CSI: Crime Scene Investigation season 2 2001/9/27
- CSI: Crime Scene Investigation season 3 2002/9/26
- CSI: Crime Scene Investigation season 4 2003/9/25
- CSI: Crime Scene Investigation season 5 2004/9/23
- CSI: Crime Scene Investigation season 6 2005/9/22
- CSI: Crime Scene Investigation season 7 2006/9/21
- CSI: Crime Scene Investigation season 8 2007/9/27
- CSI: Crime Scene Investigation season 9 2008/10/09
- CSI: Crime Scene Investigation season 10 2009/9/24
- CSI: Crime Scene Investigation season 11 2010/9/23
- CSI: Crime Scene Investigation season 12 2011/9/21
- CSI: Crime Scene Investigation season 13 2012/9/26
- CSI: Crime Scene Investigation season 14 2013/9/25
- CSI: Crime Scene Investigation season 15 2014/9/28
- CSI: Crime Scene Investigation season 16 2015/9/27

## 한국어판 방송
CSI 과학수사대는 MBC, OCN, FOX 채널, AXN 코리아에서 방영되었다.

### CSI 과학수사대 (MBC)
- CSI 과학수사대 시즌 1: 2001년 12월 1일 - 2002년 5월 11일
- CSI 과학수사대 시즌 2: 2002년 5월 18일 - 2002년 11월 2일
- CSI 과학수사대 시즌 3: 2003년 4월 25일 - 2003년 9월 20일
- CSI 과학수사대 시즌 4: 2004년 5월 16일 - 2004년 12월 12일
- CSI 과학수사대 시즌 5: 2005년 7월 3일 - 2006년 1월 8일
- CSI 과학수사대 시즌 6: 2006년 8월 20일 - 2007년 3월 11일
- CSI 과학수사대 시즌 7: 2007년 6월 16일 - 2007년 9월 9일
- CSI 과학수사대 시즌 8: 2008년 7월 13일 - 2008년 9월 28일
- CSI 과학수사대 시즌 9: 2009년 11월 15일 - 2010년 5월 9일
- CSI 과학수사대 시즌 10: 2011년 5월 22일 - 2011년 10월 30일
- CSI 과학수사대 시즌 11: 2012년 5월 27일 - 2012년 11월 12일

### CSI 과학수사대 한국어판 성우 출연
- 박일 (길 그리섬 역)
- 최성우 (캐서린 윌로스, 마그 헬겐버거 역)
- 김기현 (레이먼드 랭스턴 박사 역)
- 이종혁 (짐 브래스 역)
- 송준석 (워릭 브라운 역)
- 김호성 (그렉 샌더스 역)
- 윤성혜 (새라 사이들 역)
- 김영선 (닉 스토크스 역)
- 김용준 (앨 로빈스 박사 역)
- 양지운 (호라시오 케인 역) - 시즌 2 마이애미와 크로스에피에 출연
- 이정구 (맥 테일러(게리 시니스) 역)
- 방성준 (데이비드 필립스(데이비드 버먼) 역)
- 한규희 (콘래드 에클리(마크 밴) 역)
- 최한 (데이비드 하지스(월리스 랭햄) 역)
- 류승곤 (헨리 앤드류스(존 웰너) 역)
- 김아영 → 박선영 (소피아 커티스(루이즈 롬바드) 역)
- 박소라 (라일리 애덤스(로런 리 스미스) 역)
- 박신희 (미아 디커슨(아이샤 타일러) 역)
- 정재헌 (아치 존슨(아치 카오) 역)
- 조현정 (웬디 심스(리즈 베이시) 역)

## 스핀오프
CSI 과학수사대는 세 편의 스핀오프 시리즈를 만들었다. 세 시리즈와 구분할 때엔 CSI: LV라고 표시하기도 한다.
- CSI 마이애미 (CSI: MI)
- CSI 뉴욕 (CSI: NY)
- CSI: 사이버

## 기타
연쇄살인범 정남규는 사건 현장에 증거를 남기지 않는 방법을 연구하기 위해 검거되기 전까지 이 드라마를 빼놓지 않고 시청하였다.

## 같이 보기
- 조선 과학수사대 별순검
- 뉴욕 경찰 24시 (NYPD blue)
- 시카고 특별수사대 (1990년대 중반작 드라마)